# ジェイソン・クリナ
ジェイソン・クリナ（Jason Culina, 1980年8月5日 - ）は、オーストラリア・メルボルン出身の元同国代表サッカー選手。現役時代のポジションはMF、DF。自身のルーツであるクロアチア語における姓はČulina（チュリナ）。

## 来歴
FCトゥウェンテでは攻撃的MF、PSVアイントホーフェンでは守備的MFで主力としてプレーした。また、PSVに所属していた最後のシーズンは右SBとしてもプレー。
2009年1月PSVからの契約延長オファーを断り、母国の競争力を上げるためにオーストラリアに戻ることを発表。
2011年父親のブランコ・クリナが指揮するニューカッスル・ジェッツに加入するも、膝の負傷で2011/12シーズンを欠場することになり父親は開幕してわずか4日後に解雇された。
2012年10月12日、シドニーFCとシーズン終了までの契約を交わした。しかしシーズン前半戦の最中である2013年2月12日、クラブとの契約解除が発表された。同年6月18日、膝の古傷の影響により現役引退することを発表した。

## 代表歴

### 出場大会
- オーストラリア代表
  - 2006 FIFAワールドカップ
  - 2010 FIFAワールドカップ

### 試合数
- 国際Aマッチ 58試合 1得点（2005年-2011年）[6]

| オーストラリア代表 | 国際Aマッチ | 国際Aマッチ |
| 年                 | 出場        | 得点        |
| ------------------ | ----------- | ----------- |
| 2005               | 11          | 1           |
| 2006               | 9           | 0           |
| 2007               | 7           | 0           |
| 2008               | 9           | 0           |
| 2009               | 9           | 0           |
| 2010               | 11          | 0           |
| 2011               | 2           | 0           |
| 通算               | 58          | 1           |